# Certificat d'études techniques de l'animal de compagnie
Pour les articles homonymes, voir Certificat d'études.
Le Certificat d'études techniques de l'animal de compagnie option « chat » ou CETAC est une série de cours aujourd'hui disparue à l'attention des éleveurs et futurs éleveurs félins.

## Histoire
Il a été créé par le Livre officiel des origines félines] (LOOF), la Société française de félinotechnie (SFF) et l'Unité de Médecine de l'Élevage et du Sport (UMES).

## Débouchés
Le Certificat de capacité est obligatoire pour toute personne souhaitant vendre un animal domestique (il n’existe plus d’autorisation de vente de portées de chiots ou chatons sans se déclarer éleveur), pour « La gestion d’une fourrière ou d’un refuge, l’élevage, l’exercice à titre commercial des activités de vente, de transit, de garde, d’éducation de dressage, de présentation au public de chiens et de chats ne peuvent s’exercer que si au moins une personne en contact direct avec les animaux possède un certificat de capacité (…) délivré par l’autorité administrative qui statue (…) au vu des connaissances et de la formation ou de l’expérience professionnelle d’au moins trois ans » (Alinéa IV de l’article 13 ; loi du 6 janvier 1999).

## Déroulement de la formation et obtention
Les cours sont dispensés par un organisme agréé par le ministère de l'Agriculture. Ils se déroulent sur deux jours et sont terminés par un examen en ligne qui permet de tester les connaissances apprises. L’obtention du certificat permet également de demander son « Certificat de Capacité » nécessaire à l’exercice d’activités telles que l’élevage félin à la DRAF (Direction Régionale de l’Agriculture et des Forêts) dépendant du domicile du demandeur.
Le certificat de capacité est en quelque sorte une garantie des connaissances de l'éleveur, puisqu'il a ainsi l'agrément du ministère de l'Agriculture.
Le certificat de capacité a également une option chien et une option nouveaux animaux de compagnie (NACS).
Plusieurs sujets sont abordés afin d'aider et de fournir les connaissances nécessaires à la pratique de l'activité d'éleveur :
- Réglementation en élevage félin : La législation régissant l’élevage félin, les différentes normes des locaux et de l’organisation d’un élevage, la fiscalité et le droit concernant la vente et le transport d’animaux.
- Gestion des bâtiments et locaux d’élevage : l’entretien et l’hygiène dans une chatterie. Ce module reprend les mesures sanitaires pour garantir un élevage sain et l’adaptation éventuelle de locaux non adaptés antérieurement.
- Reproduction féline : notions d’anatomie ainsi que déroulement d’une saillie et d’une mise bas. Le diagnostic de gestation et la reproduction assistée sont traités ainsi que les documents officiels à remplir lors d’une naissance.
- Génétique : les bases de la génétique (tares, couleurs, choix des reproducteurs, etc.) sont traités.
- Alimentation/pathologies : Les besoins nutritionnels des chats ainsi que les principales maladies des félins.
- Éducation/comportement : notions comportementales : développement du chaton, organisation du territoire, communication et troubles du développement.

## Avenir
Il a été remplacé par le CCAD (certificat de capacité animaux domestiques) puis par l’ACACED (attestation de connaissances pour les animaux de compagnie d’espèces domestiques).
Il existe également une version pour les animaux non domestiques, qui fait l’objet d’une autre formation.